# Charles Sabini
Charles " Darby " Sabini (nascido Ottavio Handley ; 11 de julho de 1888 - 4 de outubro de 1950)  foi um chefe da máfia anglo-italiana e considerado protetor de Little Italy durante os anos entre guerras .